# Promecheilidae
A Promecheilidae  a rovarok (Insecta) osztályában a bogarak (Coleoptera) rendjébe, azon belül a mindenevő bogarak (Polyphaga) alrendjébe tartozó család.

## Rendszertani felosztás
- Rend Bogarak (Coleoptera)
  - Alrend Mindenevő bogarak (Polyphaga)
    - Alrendág Cucujiformia
      - Öregcsalád Tenebrionoidea
        - Család Promecheilidae Lacordaire, 1859
          - Genusz Calbuco Solervicens et Elgueta, 2018[1]
            - Calbuco obscurus Solervicens et Elgueta, 2018 – Chile[1]

          - Genusz Chanopterus Boheman, 1858 – 3 faj
            - Chanopterus paradoxus Boheman, 1858 – Chile

          - Genusz Darwinella Enderlein, 1912
            - Darwinella amaroides Enderlein, 1912 – Falkland-szigetek

          - Genusz Hydromedion Waterhouse, 1875  – 9 faj
            - Hydromedion anomocerum Fairmaire, 1885
            - Hydromedion elongatum Waterhouse, 1876
            - Hydromedion magellanicum Fairmaire, 1884
            - Hydromedion sparsutum  Müller, 1884 – Déli-Georgia
            - Hydromedion variegatum Waterhouse, 1876

          - Genusz Melytra Pascoe, 1869
            - Melytra ovata Pascoe, 1869 – Tasmania

          - Genusz Parahelops Waterhouse, 1875  – 10 faj
            - Parahelops angulicollis Fairmaire, 1885
            - Parahelops antarcticus Kulzer, 1963
            - Parahelops darwinii Waterhouse, 1876
            - Parahelops falklandicus Kulzer, 1963
            - Parahelops haversii Waterhouse, 1876
            - Parahelops kuscheli Kulzer, 1963
            - Parahelops pubescens Waterhouse, 1876
            - Parahelops quadricollis Waterhouse, 1876

          - Genusz Perimylops Müller, 1884
            - Perimylops antarcticus Müller, 1884  – Déli-Georgia

          - Genusz Promecheilus Solier, 1851
            - Promecheilus similis Solervicens et Elgueta, 2018 – Chile[1]
            - Promecheilus variegatus Solier, 1851  – Chile

          - Genusz Sirrhas Champion, 1893
            - Sirrhas limbatus Champion, 1893 – Tasmania
            - Sirrhas variegatus Lawrence, 1994 – Tasmania

## Fordítás
- Ez a szócikk részben vagy egészben  a   Perimylopidae című norvég Wikipédia-szócikk fordításán alapul.  Az eredeti cikk szerkesztőit annak laptörténete sorolja fel. Ez a jelzés csupán a megfogalmazás eredetét és a szerzői jogokat jelzi, nem szolgál a cikkben szereplő információk forrásmegjelöléseként.